# Ernst Mahle
Ernst Mahle (Estugarda, 3 de janeiro de 1929 — Piracicaba, 12 de maio de 2025) foi um compositor e maestro brasileiro nascido na Alemanha. 

## Biografia
Ernst Mahle nasceu no ano de 1929, em Stuttgart, Alemanha. Chegou ao Brasil em 1951, naturalizando-se brasileiro em 1962. Foi aluno de composição de Johann Nepomuk David, na Alemanha; de Hans Joachim Koellreuter, no Brasil; e de Messiaen, W. Fortner, E. Krenek, em cursos internacionais de férias, onde também estudou regência com L. Von Matacic, Rafael Kubelik e Mueller-Kray.
Em reconhecimento ao seu extenso trabalho em prol da juventude, recebeu, em 1965, o título de "Cidadão Piracicabano". É co-fundador da Escola de Música de Piracicaba "Maestro Ernst Mahle", ao lado da esposa Maria Apparecida "Cidinha", onde exerce o cargo de Professor e Maestro das Orquestras de Câmera e Sinfônica, sendo o idealizador do bianual "Concurso Jovens Instrumentistas". Atua também como Professor em vários cursos de férias e festivais de música. Foi vice-presidente da Sociedade Brasileira de Música Contemporânea e é membro da Academia Brasileira de Música (cadeira nº 6).
Críticos de arte atestam a qualidade da música de Mahle, sendo reconhecido por sua técnica irrepreensível. Como compositor foi premiado em vários concursos e é internacionalmente conhecido pela magnitude e valor de seus trabalhos em prol da educação musical e de suas obras, tanto no repertório camerístico como orquestral. Em 1995, recebeu o prêmio Associação Paulista de Críticos de Arte (APCA). Em 2023, comemorou 94 anos em atividade.

## Morte
Morreu aos 96 anos em Piracicaba no dia 12 de maio de 2025.

## Discografia
BRITO, Lenora e Kotschoubey. A Música e o Pará, Sony, Gravação digital: Carimbó e Suite Ovalle.
FRIAS, Celisa Amaral e SAMPAIO, Bernardete. As obras para violino e piano, São Paulo, Sonopress,gravação digital, apoio do Ministério da Cultura, 1996.
ORQUESTRA de Câmara de Curitiba. Música Brasileira I, Regência Lutero Rodrigues, Gravação digital:Divertimento Hexatonal.
VOLCOV, Ângela e BAZARIAN, Lídia. Concurso Nacional de Música de Câmara FASM, Gravaçãodigital: Suite Nordestina, para piano a quatro mãos.
Foi membro da Academia Brasileira de Música (cadeira n.o 6).

## Óperas
- Maroquinhas Fru-Fru (1974) ópera, libreto de Maria Clara Machado

- A Moreninha (1979) ópera, libreto de José Maria Ferreira

- O Garatuja (2006) ópera, libreto de Eugénio Leandro[4]

- Isaura (2022) ópera, libreto de Marcelo Batuíra

- Inocência (em composição) ópera, libreto de Marcelo Batuíra

## Lista das Obras
- http://www2.empem.org.br/catalogo.pdf